# Carlo Azeglio Ciampi
Carlo Azeglio Ciampi (født 9. december 1920 i Firenze, Italien, død 16. september 2016 i Rom) var Italiens præsident fra 1999 til 2006.
Han indtrådte i maj 1999 efter sin forgænger Nicola Mancino og trak sig ved valget i maj 2006 efter 7 år på posten. 
Han har tidligere arbejdet for Banca d'Italia, den italienske nationalbank, hvor han var i 47 år. I perioden 1979-93 var han endog direktør. Derefter gik han ind i italiensk politik, og en overgang (1996-99) sad han som finansminister (ministro del tesoro).